# Vega Alta del Segura
La Vega Alta del Segura è una delle 12 comarche della Regione di Murcia, in Spagna. Conta 54.250 abitanti (2007) ed ha come capoluogo la città di Cieza.
Storicamente i due municipi di Abarán e di Blanca vengono considerati come parte della comarca Valle de Ricote ma, in base alla Propuesta de Comarcalización approvata dal Consiglio Regionale di Murcia nel 1980, questi sono stati inclusi nella comarca della Vega Alta del Segura.
L'attività economica di gran lunga più importante della comarca è quella agricola, con produzioni di agrumi, frutta (la pesca di Cieza ha fama internazionale) e olio. Di qualche importanza è anche l'industria che conta alcune zone industriali localizzate a Cieza e a Blanca.
La comarca è attraversata dalle superstrade A-30 (Autovía de Murcia) Albacete-Murcia-Cartagena e A-33 (Autovía del Altiplano) Blanca-Jumilla-Yecla-La Font de la Figuera.
Cieza dispone di una stazione ferroviaria con treni diretti per Madrid, Albacete, Murcia e Cartagena.

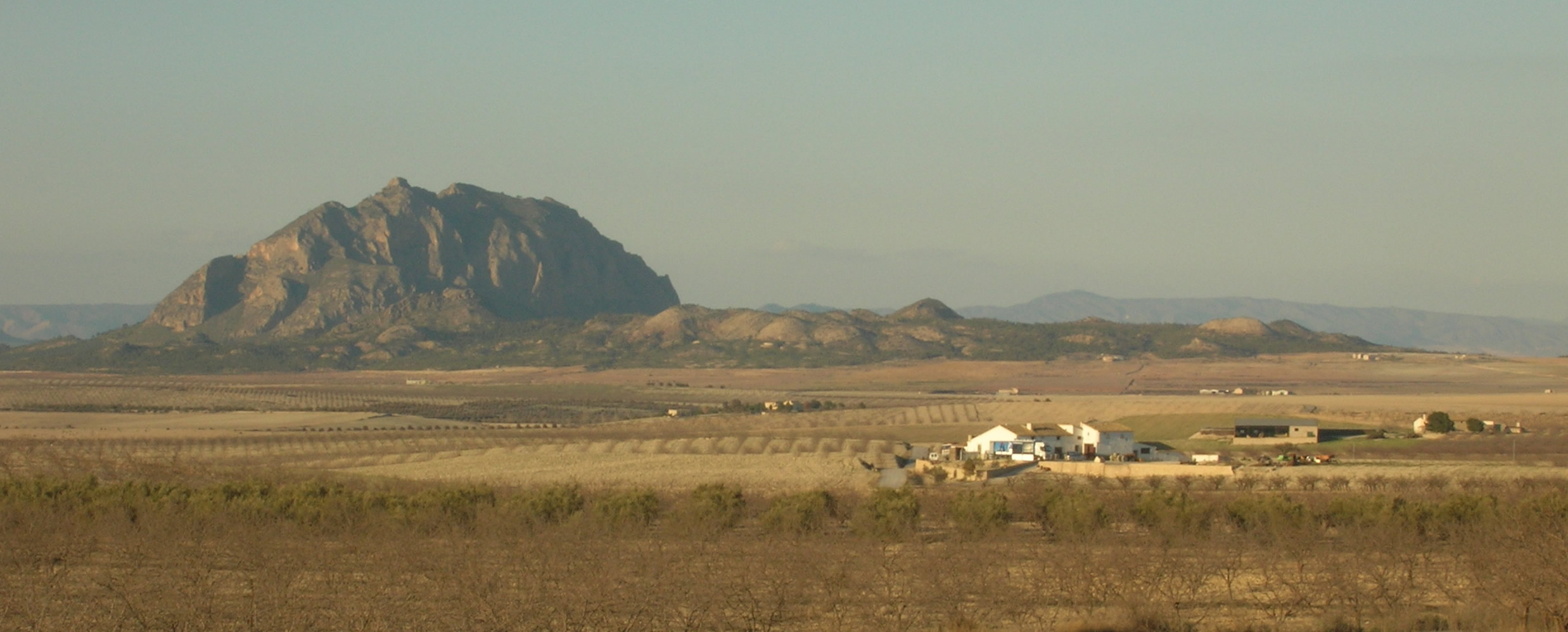
Paesaggio invernale delle campagne di Cieza. Sullo sfondo il monte Almorchón.

## Comuni
|        | \| Comune \| Abitanti \| \| ------ \| -------- \| \| Cieza \| 35.144 \| \| Abarán \| 12.987 \| \| Blanca \| 6.119 \| |
| Comune | Abitanti |
| Cieza  | 35.144 |
| Abarán | 12.987 |
| Blanca | 6.119 |